# 孟宗竹
孟宗竹（學名：Phyllostachys edulis）又名毛竹、楠竹、江南竹、貓頭竹、貌兒竹、貌頭竹、茅茹竹、龟甲竹，原產於東亞，是一种高大散生无性系禾本科竹子。

## 分布

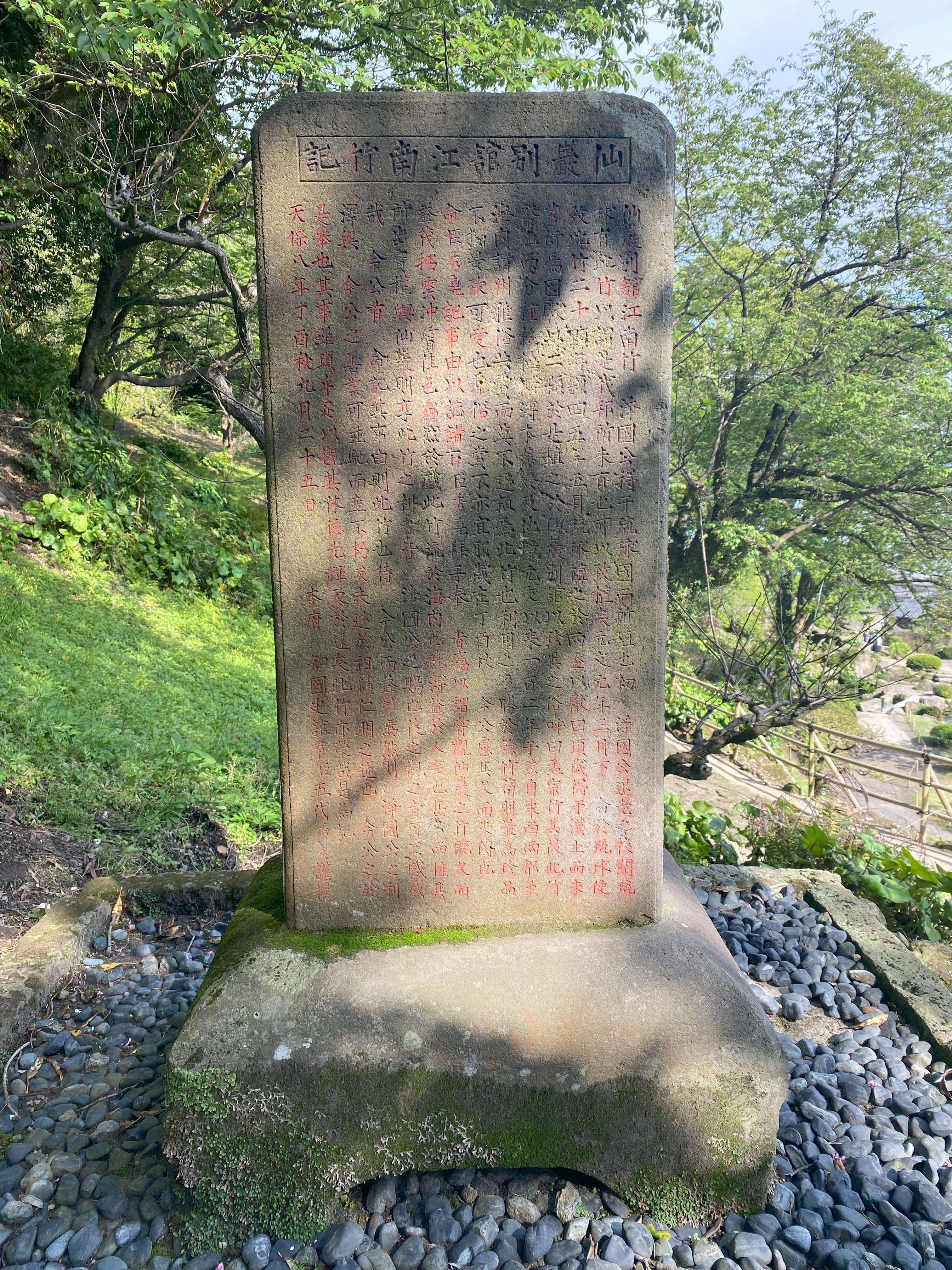
1837年于仙巖園所立纪念碑。纪念島津吉貴将中国的毛竹引入日本100年。

孟宗竹生长最适海拔为500到1800公尺的暖溫帶氣候區。原产於中國南方、臺灣，现亦分布于日本全国。一般认为是島津吉貴于1736年命令琉球从清國引入此竹，后又将此竹从琉球带回薩摩种于仙巖園。而后孟宗竹逐渐归化于日本。

## 形态
圆筒形秆散生高大，秆环不隆起，秆上部每节有二分枝；披针形叶子，叶鞘上部略有细毛。根系集中稠密，竹秆生长快（高度可達28米），生长量大。但如果孟宗竹生长在海拔过低的地方，其竹子会变细，而且冬笋的产量会大幅下降。
孟宗竹會分泌植物碱、类黃素抑制其它植物生長。

## 用途
孟宗竹竹节长，结构坚韧，生长时间短，经济价值很高。孟宗竹广泛应用于建筑、鷹架，廣告看板支架，装饰等方面。
孟宗竹的竹筍可以食用。在冬季採收者味美，稱為「冬筍」；春天採收較大支稱為春筍，若是竹筍破土而出照射到陽光則外觀會成黑色，味道不會變苦；作筍乾的麻竹跟孟宗竹是完全不同種類的竹子。

## 名稱
日文中称为（孟宗竹），这一名字来源于一则古代的民间传说，《二十四孝》故事之一。

## 栽培种
- 花毛竹 （Phyllostachys heterocycla cv. taokiang）

## 相關頁面
- 孟宗（二十四孝之一）
- 筍